# Spuitzak

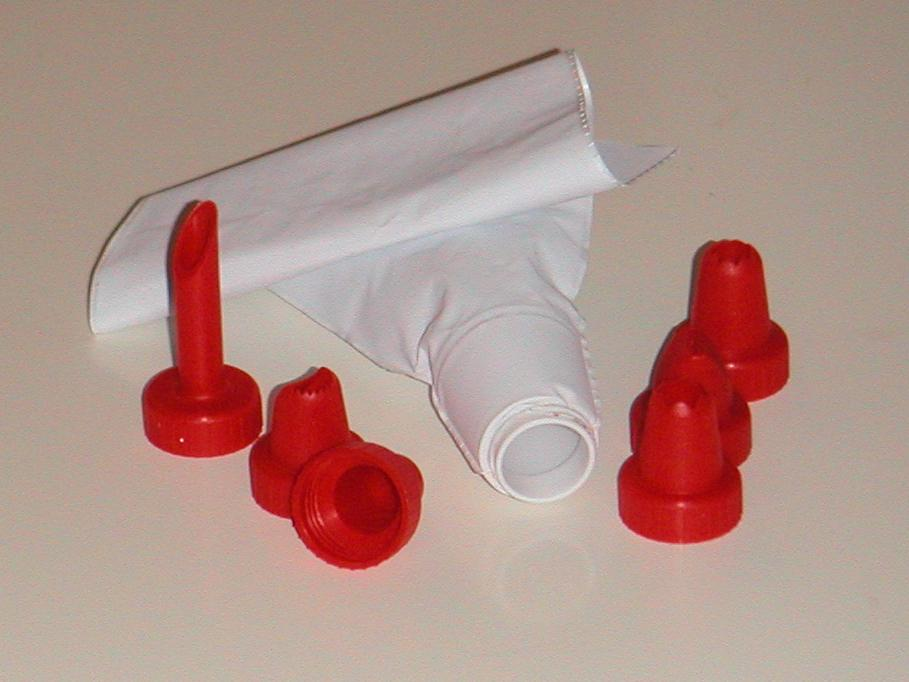
Een spuitzak met verschillende spuitmonden

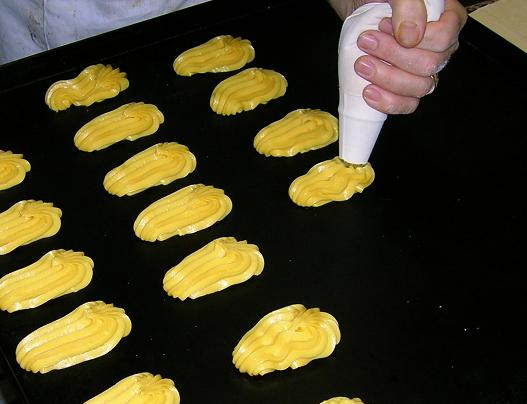
Een spuitzak in gebruik om beignets te maken

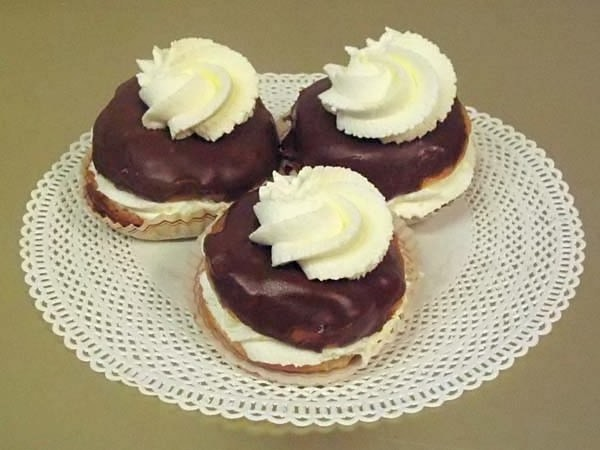
Met een spuitzak aangebrachte slagroomtoefjes op moorkoppen

Een spuitzak is een stuk keukengereedschap dat vooral wordt gebruikt om slagroom, chocolade, ganache, geklopt eiwit of aardappelpuree te spuiten. Deze kan worden voorzien van verschillende spuitmonden.
De spuitzak wordt onder andere gebruikt bij het vervaardigen van spritsen, soesjes en pommes duchesse.
Spuitzakken worden meestal van katoen of nylon gemaakt. Een spuitzak kan ook worden gemaakt door van bakpapier een trechter te vouwen. 

## Gebruik
Het gebruik van de spuitzak vergt enige oefening. De juiste spuitmond wordt geselecteerd en op de zak geplaatst. Hierna wordt de zak tot maximaal de helft gevuld. Nu wordt het uiteinde dichtgedraaid. 
Met de ene hand kan de spuitmond nu op de juiste plaats gericht worden. Met de andere kan de zak verder dichtgedraaid worden om zo de inhoud, via de spuitmond, naar buiten te persen.